# Agyness Deyn
Agyness Deyn született: Laura Hollins (Failsworth, Greater Manchester, 1983. február 16. –) angol modell és énekesnő.

## Élete
Édesanyja, Lorraine, ápolónő, két testvére van, ő a középső gyermek. Művésznevét anyja barátnőjének tanácsára vette fel, aki számmisztika szakértő. Szerinte ez a név nem csak érdekes, hanem szerencsés is. Ezért anyja és testvérei is felvették a Deyn vezetéknevet. 13 éves korában egy fish and chips boltban dolgozott Ramsbottomban, és ekkor vágatta először rövidre a haját is. 17 éves korában teljesen kopaszra borotválta a fejét. 1999-ben megnyerte a Rossendale Free Press "Face of '99" versenyt, ekkor mindössze 16 éves volt. Ezután Londonba költözött, és napközben egy gyorsétteremben, este pedig egy bárban dolgozott, de saját bevallása szerint: "Ezt nem igazán működött." Emellett drámát és zeneművészetet tanult az egyetemen.
Az életrajza szerint vásárlás közben figyelt fel rá Henry Holland, divattervező Kentish Town-ban, Londonban. Ezután szerződést írt alá a SELECT modell ügynökséggel.
2007 májusában az Amerikai Egyesült Államokban a Vouge címlapján szerepelt. Doutzen Kroes-zal, Caroline Trentinivel, Raquel Zimmermann-nal, Sasha Pivovarovával, Jessica Stam-mel, Coco Rocha-val, Hilary Rhoda-val, Chanel Iman-nal, és Lily Donaldson-nal, a szupermodellek új generációjának tekintik.
Ugyanebben az évben New Yorkba költözött, majd november 28-án megkapta az év modellje elismerést a British Fashion Awards díjátadóján.
A modellkedés mellett zenél is saját együttese a Lucky Knitwear, amely közös számot készített a Five O'Clock Heroes-zal.

## Fordítás
- Ez a szócikk részben vagy egészben  az   Agyness Deyn című angol Wikipédia-szócikk fordításán alapul.  Az eredeti cikk szerkesztőit annak laptörténete sorolja fel. Ez a jelzés csupán a megfogalmazás eredetét és a szerzői jogokat jelzi, nem szolgál a cikkben szereplő információk forrásmegjelöléseként.